# Josef Altmann (Rabbiner)
Josef Altmann (* 29. Juli 1818 in Mosbach; † 1. November 1874 in Karlsruhe) war geistliches Mitglied im Oberrat der Israeliten Badens und Stiftsrabbiner der Israelitischen Religionsgesellschaft in Karlsruhe. Im seit Mitte des 19. Jahrhunderts schwelenden Streit zwischen Reformwilligen und Orthodoxen nahm er eine vermittelnde Position ein.

## Leben und Werk

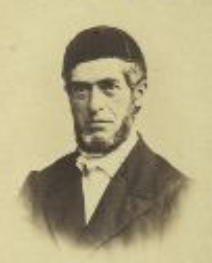
Josef Altmann

Josef „Jossel“ Altmann (hebräisch יוסף בן יחיאל הכהן אלטמן), Sohn des Kaufmanns Michael Jechiel Altmann und der Rifka geb. Stern, wuchs in Mosbach auf, wo sein Vater 1829 verstarb. Ab 1834 besuchte er das Gymnasium in Karlsruhe. In seinen Tora- und Talmud-Studien zählte er zeitweilig zu den Schülern von Jakob Ettlinger. 1844 nahm Josef Altmann das Studium an der Universität Würzburg auf und erhielt 1849 eine Stelle als Stiftsrabbiner, vermutlich am Elias Wormserschen Lehrhaus in Karlsruhe.
Im Jahr 1846 heiratete er Mina (Minka) geb. Mosbacher. 13 Kinder entstammten dieser Ehe, von denen zwei im Kleinkindalter verstarben. Die ersten vier kamen in Mosbach zur Welt, alle weiteren, beginnend mit dem 1852 geborenen Sohn Maier, in Karlsruhe.
Ab 1851 lebte die Familie in Karlsruhe, nachdem Josef Altmann die Stelle des kommissarischen Sekretärs beim Oberrat der Israeliten übernommen hatte. 1855 wirkte er im Oberrat am Beschluss mit, dass das im selben Jahr von Moses Präger (Mannheim) erarbeitete Reform-Gebetbuch zurückzuziehen sei. 1858 trat er die Nachfolge von Naphtali Epstein im Amt des Sekretärs an und wurde auch Mitglied der Religionskonferenz. Er wurde zum Sprecher der „gesetzestreuen“, orthodoxen Familien in der jüdischen Gemeinde und unterrichtete Rabbinatskandidaten. Als von Reformern in den badischen Gemeinden die Einführung der Orgel im Synagogengottesdienst und weitere Modernisierungen gefordert wurden, versuchte Altmann, einen Austritt orthodoxer Reformgegner, und damit eine Spaltung der Gemeinde, zu vermeiden. Als sich die Sezessionisten unter Führung von Baruch Wormser 1870 durchsetzten, verurteilte der Oberrat mit Altmanns Stimme in einer Botschaft „An die Israeliten Badens“ den Austritt als gleichbedeutend mit einer Abwendung vom Judentum. Dies rief Samson Raphael Hirsch auf den Plan, der in einem „Sendschreiben“ an die Ausgeschiedenen besonders Oberrat Josef Altmann rügte, weil er – als das einzige von ihm anerkannte Mitglied des Oberrats – die Entscheidung mitgetragen habe, statt die Gültigkeit des Religionsgesetzes und die im Schulchan Aruch niedergelegten Vorschriften zu verteidigen – gegen die Reformer. Auch wenn sein Nachfolger im Oberrat, Benjamin Willstätter, genau dieser Reformrichtung angehörte, blieb Oberrat Altmann als Vermittler und Friedenswahrer auch bei seinen Gegnern in hohem Ansehen.
Im Herbst 1874 erkrankte Josef Altmann an einer Rippenfellentzündung. „Seine mit vielen Aufregungen verbundene Stellung zwischen den Parteien mag wohl verursacht haben, daß den friedliebenden Mann, kaum 56 Jahre alt, der Tod ereilte“. Sein Grab befindet sich auf dem Orthodoxen Israelitischen Friedhof an der Kriegsstraße in Karlsruhe.

## Familie
Die Witwe Mina Altmann starb am 13. März 1888 in Karlsruhe. Aus der Enkelgeneration der Altmanns – viele davon Stützen der Karlsruher Israelitischen Religionsgesellschaft – sind 11 Personen dem Holocaust zum Opfer gefallen. Seit 2017 wird ihrer mit Stolpersteinen gedacht.

## Werke (Auswahl)
- Rede gehalten in der Synagoge zu Pforzheim am 9. Mai d.J. bei dem feierlichen Trauergottesdienste wegen Ablebens Sr. Königl. Hoheit des höchstseligen Grossherzogs Leopold von Baden. Karlsruhe, 1852. 15 S.